# Jamling Tenzing Norgay

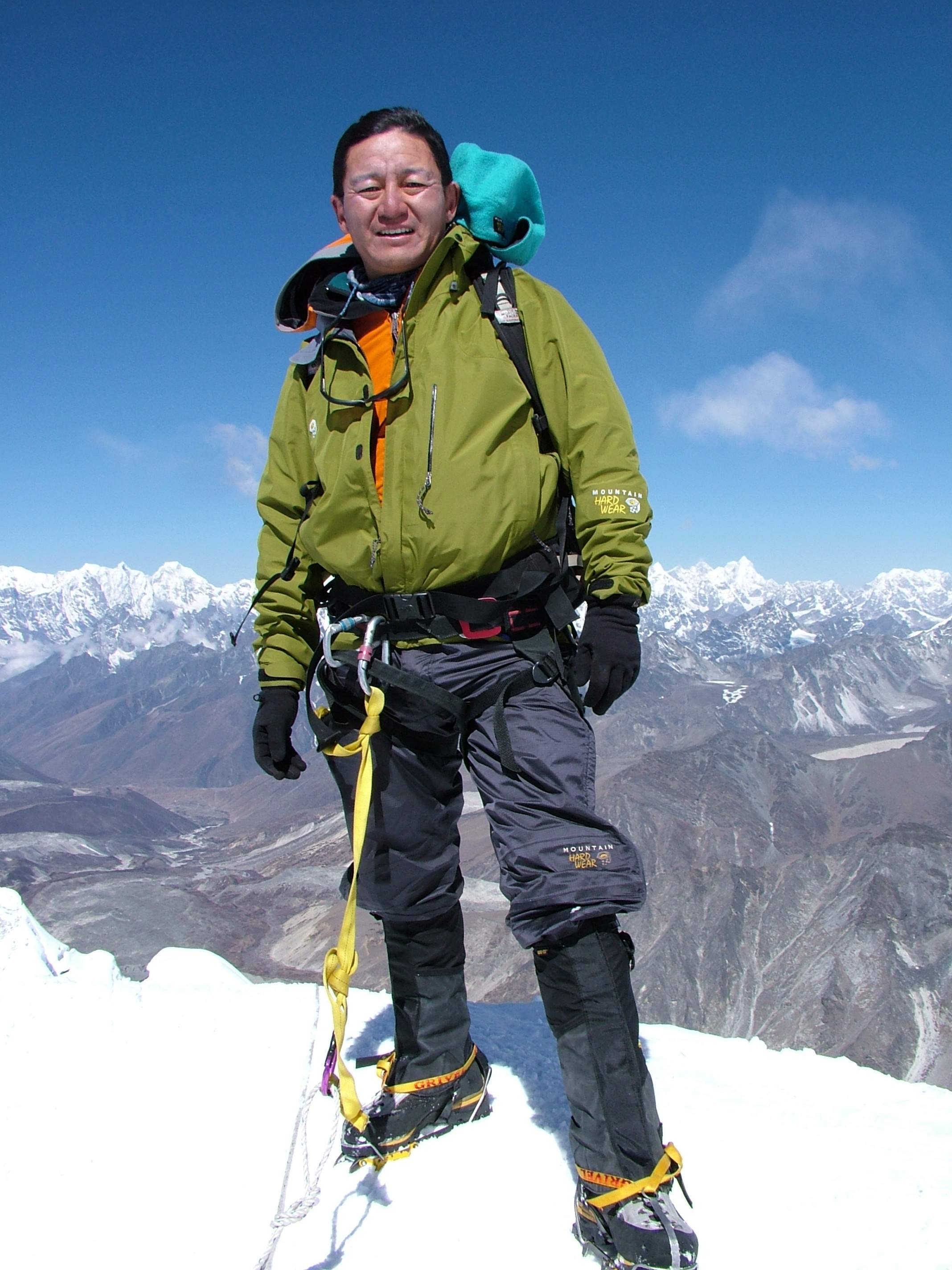
Jamling Tenzing Norgay beim „Island Peak Summit“ in Nepal

Sherpa Jamling Tenzing Norgay (* 23. April 1966 in Darjiling) ist ein indischer Bergsteiger und Sohn von Tenzing Norgay, dem gemeinsam mit dem Neuseeländer Edmund Hillary 1953 die Erstbesteigung des Mount Everest gelang. Wie sein Vater ist er Bergführer. 1996 erreichte auch er den Gipfel des Mount Everest. 1998 erschien darüber der IMAX-Dokumentarfilm Everest – Gipfel ohne Gnade. Jamlings Aufgabe war es, als anführender Sherpa die Expedition auf den Gipfel zu führen und es dem Expeditions-Team zu ermöglichen, den Himalaja und besonders den Everest zu filmen. Unter der Regie von David Breashears spielt er selbst ebenfalls eine Hauptrolle in dem Film.
Jamling ist bereits das 10. Familienmitglied der Norgay-Familie, das auf dem „Gipfel der Welt“ stand. Sein Neffe Tashi Tenzing bestieg 1997 ebenfalls den Mount Everest.
Bei der Everest 50th Anniversary Expedition (Mai 2003) von Peter Hillary, dem Sohn des Erstbesteigers Sir Edmund Hillary, war er im Basislager anwesend.
Jamling Tenzing Norgay ist der Autor des Buches Auf den Spuren meines Vaters – Die Sherpa und der Everest (engl.: „Touching My Fathers Soul“). Das Buch enthält ein Vorwort des Dalai Lama und wurde in 18 Sprachen übersetzt. Die Originalausgabe erreichte Platz 24 der Bestseller-Liste der New York Times und Platz 15 in Deutschland, es wurde für 3 Auszeichnungen in Kanada, London und der USA nominiert.

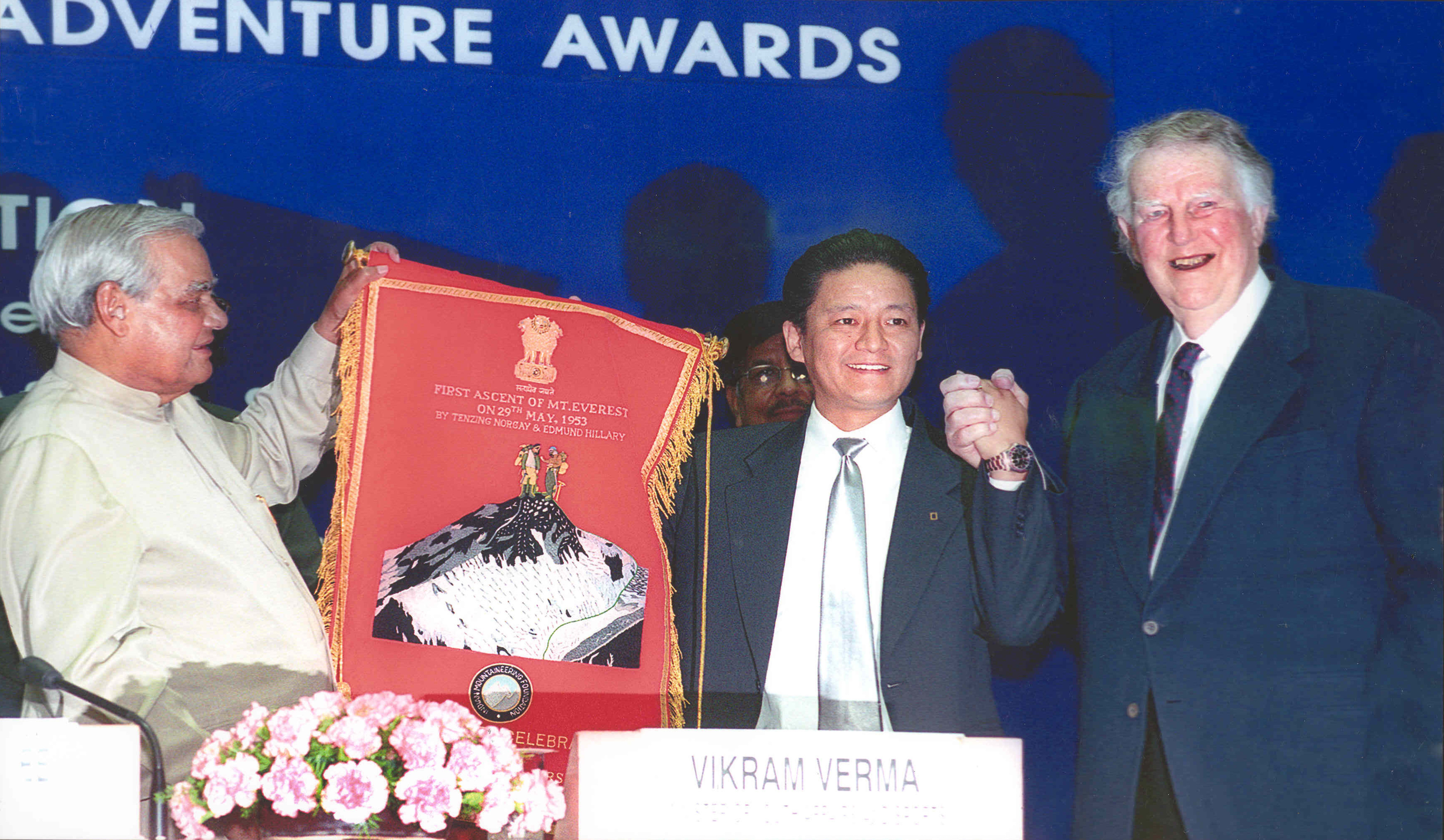
Jamling Tenzing Norgay und Sir Edmund Hillary erhalten die Everest 50 Jahr Auszeichnung vom Premierminister von Indien

Jamling Tenzing Norgay leitet die von seinem Vater 1978 gegründete Firma Tenzing Norgay Adventures, die Trekkingtouren im Himalaya veranstaltet, seit 2010 auch in Deutschland unter dem Namen Tenzing Norgay Trekking. Er führt bis heute viele Trekkingtouren selber als Bergführer an und steuert dabei Ziele in Sikkim, Bhutan und Nepal an. Wenn er nicht auf Tour ist, bereist er die Welt und gibt Vorträge und Motivations-Kurse für unterschiedlichstes Publikum, Firmen und Universitäten. Seine persönlichen Erlebnisse, die seines Vaters Tenzing Norgay und die Kultur der Sherpa stehen in seinen Kursen und Vorträgen im Vordergrund.

## Werke
- mit Broughton Coburn: Auf den Spuren meines Vaters – Die Sherpa und der Everest. Diana, München 2001, ISBN 3-8284-5043-1.
Originaltitel: Touching my father's soul – A Sherpa's journey to the top of Everest. HarperSanFrancisco, San Francisco 2001, ISBN 0-06-251687-6.

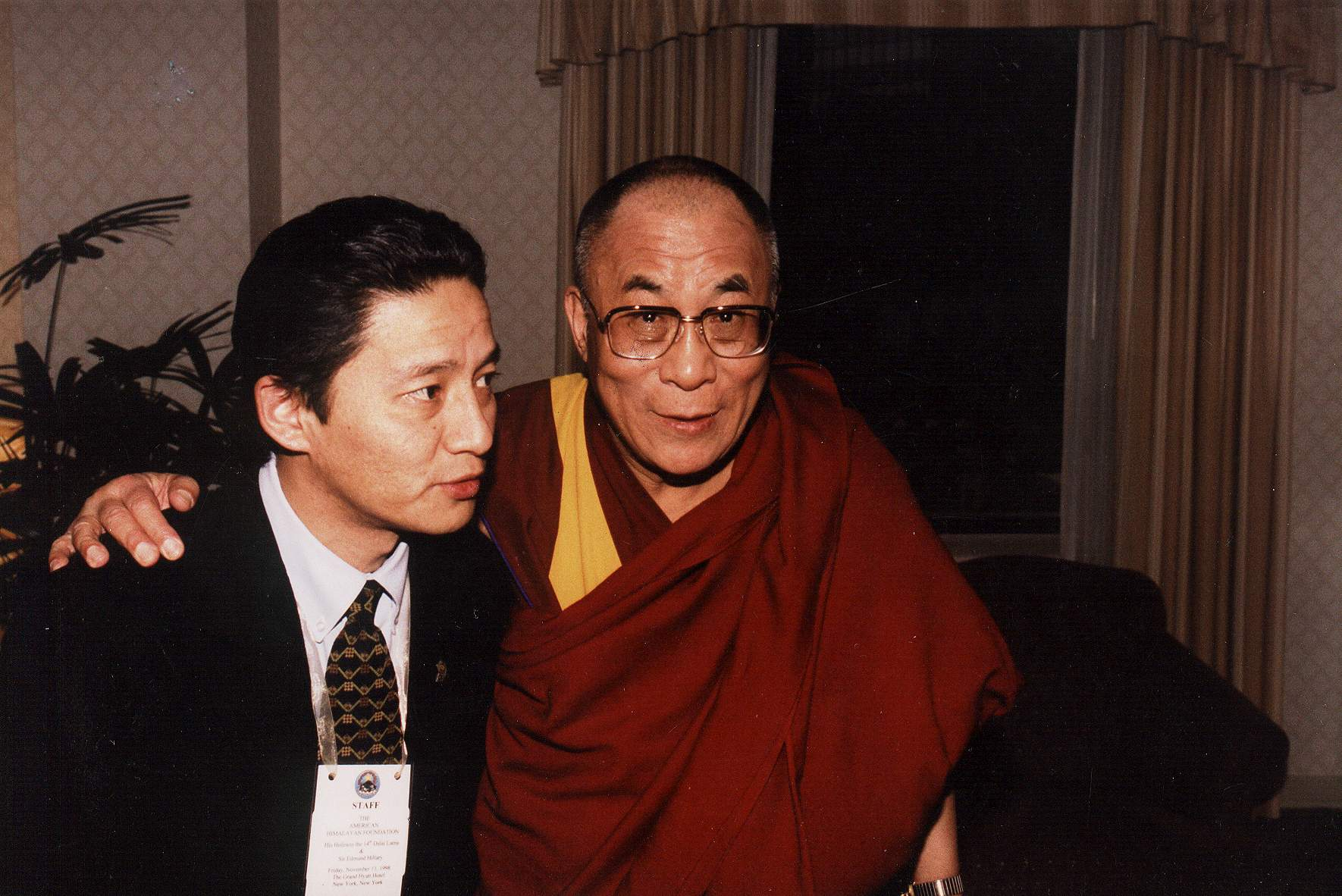
Jamling Tenzing Norgay mit dem Dalai Lama

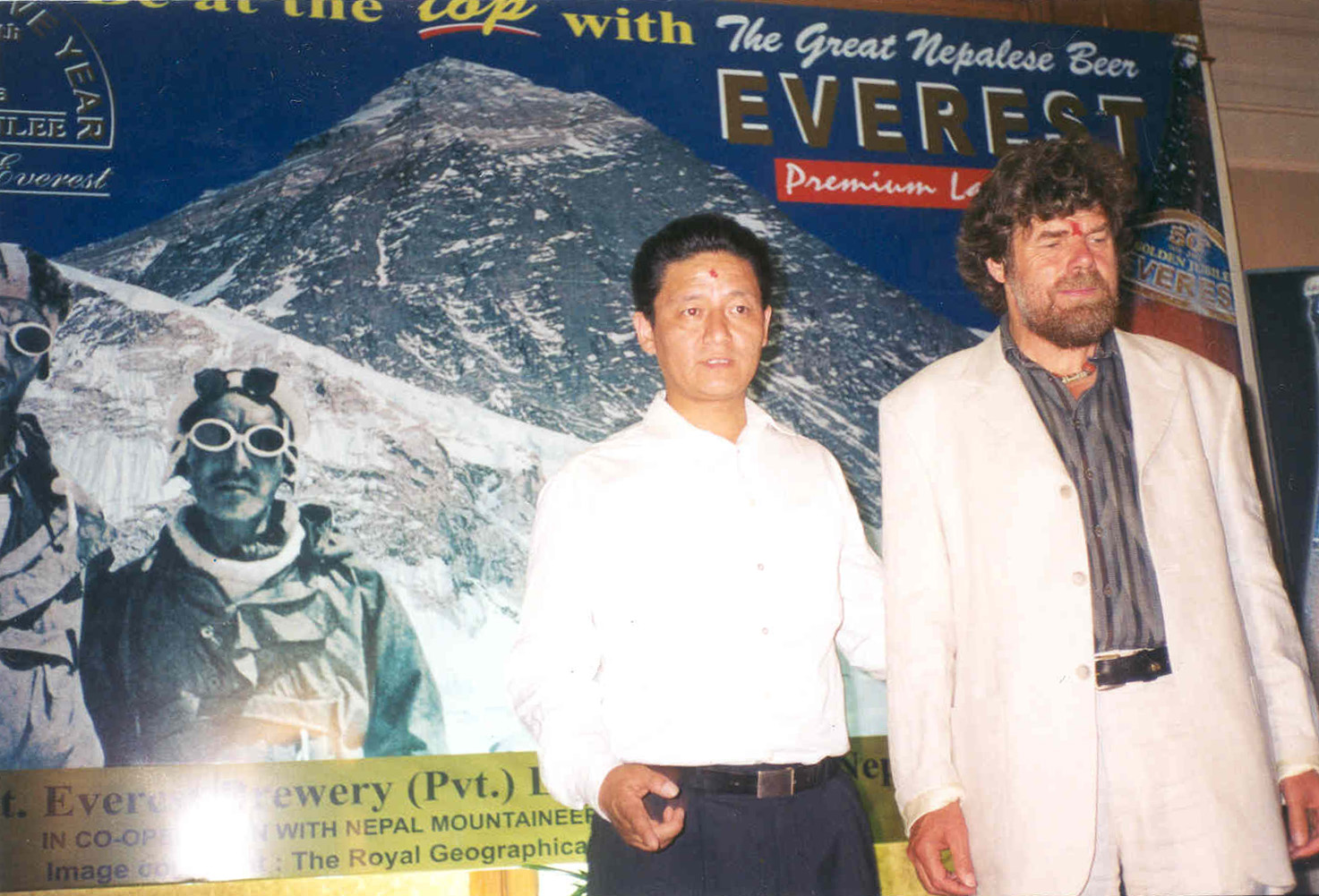
Jamling Tenzing Norgay mit Reinhold Messner